# Associazione Calcio Prato 1961-1962
Questa pagina raccoglie le informazioni riguardanti l'Associazione Calcio Prato nelle competizioni ufficiali della stagione 1961-1962.

## Stagione
Nella stagione 1961-1962 il Prato disputò il nono campionato di Serie B della sua storia.

## Divise
| 1ª divisa |

## Organigramma societario
Area direttiva
- Presidente: Commissione di presidenza

Area tecnica
- Allenatore: Cesare Meucci, poi dall'8 maggio 1962 László Székely[2]

## Rosa
| N. |                   | Ruolo | Calciatore       |
| -- | ----------------- | ----- | ---------------- |
|    | Italia (bandiera) | P     | Luigi Conti      |
|    | Italia (bandiera) | P     | Antonio Gridelli |
|    | Italia (bandiera) | D     | Vincenzo De Dura |
|    | Italia (bandiera) | D     | Roberto Galeotti |
|    | Italia (bandiera) | D     | Renato Targioni  |
|    | Italia (bandiera) | D     | Roberto Vannelli |
|    | Italia (bandiera) | C     | Giorgio Bravi    |
|    | Italia (bandiera) | C     | Giancarlo Magi   |
|    | Italia (bandiera) | C     | Riccardo Moradei |

| N. |                   | Ruolo | Calciatore          |
| -- | ----------------- | ----- | ------------------- |
|    | Italia (bandiera) | C     | Italo Rizza         |
|    | Italia (bandiera) | C     | Mario Verdolini     |
|    | Italia (bandiera) | A     | Renato Campanini    |
|    | Italia (bandiera) | A     | Albino Cella        |
|    | Italia (bandiera) | A     | Giuseppe Galtarossa |
|    | Italia (bandiera) | A     | Bruno Nattino       |
|    | Italia (bandiera) | A     | Antonio Rossi       |
|    | Italia (bandiera) | A     | Nicola Ruggiero     |
|    | Italia (bandiera) | A     | Romano Taccola      |

## Risultati

### Serie B

#### Girone di andata
| Arbitro: | Rimoldi (Milano) |

|                                  |           |                    |
| Ciccolo I 11’ (rig.) Bernini 30’ | Marcatori | 24’, 48’ Campanini |

| Arbitro: | De Robbio (Torre Annunziata) |

|                            |           |           |
| Taccola 24’, 60’ Bravi 59’ | Marcatori | 10’ Prato |

| Arbitro: | Righetti (Torino) |

|               |           |                    |
| Campanini 63’ | Marcatori | 54’ (rig.) Cuttica |

| Arbitro: | Bernardis (Trieste) |

|                              |           |            |
| Muzzio 14’ Crespi 60’ (rig.) | Marcatori | 6’ Taccola |

| Arbitro: | Monti (Ancona) |

|  |           |                                           |
|  | Marcatori | 11’ Vanara 20’ Oldani 38’, 54’ Cappellaro |

| Arbitro: | Cataldo (Reggio Calabria) |

|           |           |           |
| Volpi 33’ | Marcatori | 56’ Rossi |

| Arbitro: | Cirone (Palermo) |

|                     |           |  |
| Targioni 21’ (rig.) | Marcatori |  |

| Catanzaro 29 ottobre 1961 | Catanzaro              | 0 – 0 | Prato | Stadio Comunale\| Arbitro: \| Gandiolo (Alessandria) \| |
| Arbitro:                  | Gandiolo (Alessandria) |       |       |                                                         |

| Arbitro: | Palazzo (Palermo) |

|                  |           |               |
| Lenzi 41’ (rig.) | Marcatori | 61’ Campanini |

| Arbitro: | Varazzani (Parma) |

|                       |           |  |
| Taccola 43’ Bravi 75’ | Marcatori |  |

| Arbitro: | Leita (Udine) |

|  |           |             |
|  | Marcatori | 46’ Firmani |

| Arbitro: | Gambarotta (Genova) |

|                                                   |           |  |
| Cicogna 1’ R. Conti 18’ Bonacchi 33’ Catalano 64’ | Marcatori |  |

| Arbitro: | Annoscia (Bari) |

|  |           |              |
|  | Marcatori | 50’ Ruggiero |

| Arbitro: | Varazzani (Parma) |

|                     |           |  |
| Rizza 35’ Cella 85’ | Marcatori |  |

| Prato 24 dicembre 1961 | Prato             | 0 – 0 | Parma | Stadio Lungobisenzio\| Arbitro: \| Orlando (Bergamo) \| |
| Arbitro:               | Orlando (Bergamo) |       |       |                                                         |

| Arbitro: | Varazzani (Parma) |

|  |           |               |
|  | Marcatori | 27’ Campanini |

| Prato 7 gennaio 1962 | Prato           | 0 – 0 | Lazio | Stadio Lungobisenzio\| Arbitro: \| Rigato (Mestre) \| |
| Arbitro:             | Rigato (Mestre) |       |       |                                                       |

| Arbitro: | Carminati (Milano) |

|                        |           |           |
| Fanello 30’ Ronzon 58’ | Marcatori | 45’ Cella |

| Arbitro: | Rancher (Roma) |

|                                 |           |                       |
| Galtarossa 60’ Rizza 65’ (rig.) | Marcatori | 35’ Mentani 78’ Testa |

#### Girone di ritorno
| Prato 28 gennaio 1962 | Prato              | 0 – 0 | Messina | Stadio Lungobisenzio\| Arbitro: \| Carminati (Milano) \| |
| Arbitro:              | Carminati (Milano) |       |         |                                                          |

| Arbitro: | Samani (Trieste) |

|                 |           |             |
| Stefanini I 70’ | Marcatori | 60’ Nattino |

| Arbitro: | Caporali (Cremona) |

|                          |           |  |
| Vetrano 49’ Pagliari 79’ | Marcatori |  |

| Arbitro: | Trezza (Verona) |

|           |           |  |
| Cella 73’ | Marcatori |  |

| Arbitro: | Cirone (Palermo) |

|               |           |               |
| Cappellaro 2’ | Marcatori | 22’ Campanini |

| Arbitro: | Gioggi (Roma) |

|                       |           |            |
| Galtarossa 45’ (rig.) | Marcatori | 32’ Morosi |

| Arbitro: | Rebuffo (Milano) |

|                       |           |  |
| Zamperlini 40’ (rig.) | Marcatori |  |

| Arbitro: | Politano (Cuneo) |

|                         |           |  |
| Campanini 46’, 68’, 71’ | Marcatori |  |

| Arbitro: | Bernardis (Trieste) |

|          |           |              |
| Magi 27’ | Marcatori | 46’ Beltrami |

| Arbitro: | Leita (Udine) |

|                          |           |  |
| Mannucci 71’ Gratton 84’ | Marcatori |  |

| Arbitro: | Samani (Trieste) |

|                                       |           |               |
| Bean 14’, 28’ (rig.), 84’ (rig.), 86’ | Marcatori | 33’ Campanini |

| Arbitro: | D'Agostini (Roma) |

|                  |           |                          |
| Rizza 15’ (rig.) | Marcatori | 61’ Catalano 71’ Virgili |

| Arbitro: | De Robbio (Torre Annunziata) |

|  |           |            |
|  | Marcatori | 10’ Govoni |

| Arbitro: | Carminati (Milano) |

|                  |           |  |
| Sestili 49’, 70’ | Marcatori |  |

| Arbitro: | Marchese (Frattamaggiore) |

|                 |           |             |
| Smersy 12’, 65’ | Marcatori | 20’ Taccola |

| Arbitro: | Cirone (Palermo) |

|                               |           |  |
| Carradori 4’ (aut.) Rossi 49’ | Marcatori |  |

| Arbitro: | Righi (Milano) |

|                                          |           |  |
| Landoni 14’ Longoni 17’, 33’ Gasperi 65’ | Marcatori |  |

| Arbitro: | Lo Bello (Siracusa) |

|          |           |            |
| Magi 74’ | Marcatori | 84’ Tacchi |

| Arbitro: | Di Tonno (Lecce) |

|                 |           |  |
| Giannini II 14’ | Marcatori |  |

### Coppa Italia

#### Primo turno eliminatorio
| Arbitro: | Angelini (Firenze) |

|              |           |  |
| Ruggiero 83’ | Marcatori |  |

#### Secondo turno eliminatorio
| Arbitro: | Roversi (Bologna) |

|                       |           |                                           |
| Taccola 39’ Rossi 87’ | Marcatori | 10’ Stacchini 70’ (rig.) Rosa 84’ Rossano |

## Statistiche

### Statistiche di squadra
| Competizione | Punti | In casa | In casa | In casa | In casa | In casa | In casa | In trasferta | In trasferta | In trasferta | In trasferta | In trasferta | In trasferta | Totale | Totale | Totale | Totale | Totale | Totale | DR  |
| Competizione | Punti | G       | V       | N       | P       | Gf      | Gs      | G            | V            | N            | P            | Gf           | Gs           | G      | V      | N      | P      | Gf     | Gs     | DR  |
| ------------ | ----- | ------- | ------- | ------- | ------- | ------- | ------- | ------------ | ------------ | ------------ | ------------ | ------------ | ------------ | ------ | ------ | ------ | ------ | ------ | ------ | --- |
| Serie B      | 32    | 19      | 7       | 8       | 4       | 21      | 15      | 19           | 2            | 6            | 11           | 12           | 32           | 38     | 9      | 14     | 15     | 33     | 47     | -14 |
| Coppa Italia |       | 2       | 1       | 0       | 1       | 3       | 3       | -            | -            | -            | -            | -            | -            | 2      | 1      | 0      | 1      | 3      | 3      | 0   |
| Totale       | -     | 21      | 8       | 8       | 5       | 24      | 18      | 19           | 2            | 6            | 11           | 12           | 32           | 40     | 10     | 14     | 16     | 36     | 50     | -14 |

### Statistiche dei giocatori[5]
| Giocatore     | Serie B  | Serie B | Coppa Italia | Coppa Italia | Totale   | Totale |
| Giocatore     | Presenze | Reti    | Presenze     | Reti         | Presenze | Reti   |
| ------------- | -------- | ------- | ------------ | ------------ | -------- | ------ |
| G. Bravi      | 21       | 2       | 2            | 0            | 23       | 2      |
| R. Campanini  | 37       | 10      | 1            | 0            | 38       | 10     |
| A. Cella      | 18       | 3       | -            | -            | 18       | 3      |
| L. Conti      | 8        | -18     | -            | -            | 8        | -18    |
| V. De Dura    | 38       | 0       | 2            | 0            | 40       | 0      |
| R. Galeotti   | 19       | 0       | 1            | 0            | 20       | 0      |
| G. Galtarossa | 27       | 2       | 2            | 0            | 29       | 2      |
| A. Gridelli   | 30       | -29     | 2            | -3           | 32       | -32    |
| G. Magi       | 35       | 2       | 1            | 0            | 36       | 2      |
| R. Moradei    | 12       | 0       | 1            | 0            | 13       | 0      |
| B. Nattino    | 6        | 1       | 1            | 0            | 7        | 1      |
| I. Rizza      | 27       | 3       | 2            | 0            | 29       | 3      |
| A. Rossi      | 36       | 2       | 2            | 1            | 38       | 3      |
| N. Ruggiero   | 31       | 1       | 2            | 1            | 33       | 2      |
| R. Taccola    | 32       | 5       | 2            | 1            | 34       | 6      |
| R. Targioni   | 13       | 1       | 1            | 0            | 14       | 1      |
| R. Vannelli   | 5        | 0       | 1            | 0            | 6        | 0      |
| M. Verdolini  | 23       | 0       | -            | -            | 23       | 0      |